# Incident de Kameido
L'incident de Kameido (亀戸事件, Kameido jiken) est un crime policier qui eut lieu au Japon après le séisme de Kantō de 1923. 
L'année précédente, en 1922, l'union des travailleurs de Hirasawa Keishichi et l'association des travailleurs (Nankatsu) de Watanabe Masanosuke avaient combattu la police pendant une grève à l'aciérie Ojima. 120 membres de l'union avaient été arrêtés et 63 furent incarcérés. Leurs avocats préparèrent un dossier contre la police dans le contexte de fortes tensions. 
Les 1er et 2 septembre, après le séisme, Hirasawa, Watanabe et d'autres camarades recherchent des membres de leur famille et des amis parmi les décombres. Durant la soirée, vers 22 heures, la Tokkō, police spéciale arrête Hirasawa et 7-8 membres de son association (cela se passe parce que Tanno Setsu, qui épousera plus tard Watanabe, alla se cacher sur un balcon !). Le lendemain, des soldats du 13e régiment de cavalerie appelés en urgence à Kameido fusillent et décapitent Hirasawa et 9 autres personnes dans les locaux de la prison. Leurs corps sont jetés dans un fossé de drainage avec ceux de victimes chinoises et coréennes. Lorsque des proches vinrent les rechercher, la police leur affirme qu'ils avaient déjà été libérés. La police essayera plus tard de couvrir ces crimes.

## Sources et bibliographie
- (en) Andrew Gordon, Labor and Imperial Democracy in Prewar Japan, 1991, p. 177-181.
- (en) Willamette.edu